# Eustachy Jan Tyszkiewicz

Herb Leliwa

Eustachy (Ostafi) Jan Tyszkiewicz-Łohojski herbu Leliwa (ur. 1571, zm. przed 4 listopada 1631 roku) – wojewoda brzeskolitewski w latach 1615–1631, wojewoda mścisławski w 1611 roku, podskarbi nadworny litewski w 1607 roku, sekretarz Jego Królewskiej Mości.

## Rodzina
Syn Jerzego Mikołaja (zm. 1576), marszałka królewskiego i wojewody brzesko-litewskiego i Teodory Wołłowicz.
Brat: Piotra (zm. 1631), kasztelana i wojewody mińskiego, Aleksandra, sekretarza królewskiego i Jerzego (1571-1625), jezuity. Żonaty dwukrotnie.
Poślubił Zofię Wiśniowiecką, córkę Michała (zm. 1584), kasztelana bracławskiego i kijowskiego. Z małżeństwa urodziło się ośmioro dzieci:
- Antoni Jan (1609-1649), podskarbi nadworny litewski, marszałek nadworny litewski
- Jerzy (zm. 1656), biskup żmudzki i wileński
- Kazimierz, podkomorzy brzesko-litewski
- Krzysztof (zm. 1666), wojewoda czernichowski
- Felicjan (zm. 1649), cześnik kijowski, pułkownik
- Konstancja, późniejsza żona Jana Zawiszy-Kierżgajło
- Zuzanna, późniejsza żona Eustachego Kurcza, kasztelana witebskiego i Samuela Stetkiewicza
- Elżbieta, żona Jana Farensbacha, rotmistrza królewskiego i Mikołaja Zawiszy-Kierżgajło, kasztelana witebskiego.
- Teodora i Katarzyna były zakonnicami
- Krystyna, późniejsza żona Andrzeja Massalskiego, wojewody brzeskiego

Druga żona, Katarzyna, z domu Siemaszko, córka kasztelana bracławskiego Mikołaja Siemaszko herbu Łabędź, też urodziła mu kilkoro dzieci. Córką z jego drugiego małżeństwa była Felicjanna (1625-1683), karmelitanka bosa i kronikarka znana pod imieniem zakonnym Katarzyna od Chrystusa Pana – uznana przez wydawcę kronik karmelitańskich Rafała Kalinowskiego za autorkę około 500 stron rękopisu kroniki klasztoru św. Józefa w Wilnie.

## Pełnione urzędy
Od 1601 roku pełnił obowiązki rotmistrza królewskiego. Poseł na sejm 1605 roku z województwa kijowskiego. Mianowany podskarbim nadwornym litewskim w 1607. Od 1611 sprawował urząd wojewody mścisławskiego, później wojewody brzesko-litewskiego 1615. W 1613 roku został wyznaczony do Trybunału Skarbowego Wielkiego Księstwa Litewskiego. Podróżował jako poseł do Moskwy, Inflant, Włoch i Prus. Pod Smoleńskiem odkrył zdradę Galiczyna, mającego porozumienie z załogą twierdzy.
Z charakteru człowiek mężny i stanowczy, biorący czynny udział w życiu politycznym i dworskim. Swą szczodrość ofiarował na kościół w Brześciu i Żyrowicach u ojców bazylianów.